# لاري تشابيل
لاري تشابيل (بالإنجليزية: Larry Chappell)‏ هو لاعب كرة قاعدة أمريكي، ولد في 19 مارس 1890 في McClusky, Illinois ‏ في الولايات المتحدة، وتوفي في 8 نوفمبر 1918 في سان فرانسيسكو في الولايات المتحدة بسبب الإنفلونزا الأسبانية وإنفلونزا.

## وصلات خارجية
- لاري تشابيل على موقعبيزبول رفرنس.كوم (الدوري الرئيسي) (الإنجليزية)